# Bundesstraße 301
De Bundesstraße 301 (afkorting: B301) is een bundesstraße in de Duitse deelstaat Beieren. De B301 is 210 kilometer lang en loopt in twee gedeelten van Abensberg naar Ismaning-Fischerhäuser.

## Routebeschrijving
De B301 begint ten zuiden van Abensberg op een afrit van de B16. De weg loopt door Biburg, kruist bij Siegenburg de B299, komt door Siegenburg, Train en Neukirchen. Bij de afrit Elsendorf kruist ze de A93. De B301 loopt nog door Elsendorf, Mainburg en Rudelzhausen, langs Au in der Hallertau, door Attenkirchen en via de rondwegen van  Zolling en  Freising  sluit de B301 bij afrit Freising-Ost aan op de A92.
Onderbreking
Tussen afrit Freising-Ost en afrit Freising-Mitte is de weg vervangen door de A92.
Voortzetting
Vanaf de afrit Freising Mitte A92 loopt de B301 in zuidwestelijke richting en passeert de Flughafen München Franz Josef Strauß, Hallbergmoos en Goldach met een rondweg om ten oosten van Fischerhäuser bij afrit Fischerhäuser in Ismaning aan te sluiten op de B388.

## Geschiedenis
Omdat de oude kreisstraße ten zuiden van Freising steeds drukker werd, mede door de aansluiting naar de luchthaven München, legde men bij Au in der Hallertau een vijf kilometer lange rondweg aan. Deze werd in december 2011 vrijgegeven voor verkeer. De rest van de nieuwe bundesstraße, zowel het gedeelte tussen de afrit Freising-Mitte A 92 en de rondweg van Au als het stuk tussen de rondweg van Au en de B388 bij Fischerhäuser, werd in 2013 vrijgegeven voor verkeer.
B2 · B2a · B2R · B3 · B4 · B4R · B8 · B10 · B11 · B12 · B13 · B13n · B14 · B15 · B15n · B16 · B17 · B18 · B19 · B20 · B21 · B22 · B23 · B25 · B26 · B26a · B27 · B28 · B28a · B29 · B30 · B31 · B31a · B32 · B33 · B33a · B34 · B35 · B36 · B37 · B38 · B38a · B39 · B44 · B45 · B47 · B85 · B89 · B131n · B173 · B276 · B278 · B279 · B285 · B286 · B287 · B289 · B290 · B291 · B292 · B293 · B294 · B295 · B296 · B297 · B298 · B299 · B300 · B301 · B302 · B303 · B304 · B305 · B306 · B307 · B308 · B309 · B310 · B311 · B312 · B313 · B314 · B315 · B316 · B317 · B318 · B319 · B340 · B378 · B388 · B415 · B425 · B426 · B462 · B463 · B464 · B465 · B466 · B467 · B468 · B469 · B470 · B471 · B472 · B491 · B492 · B500 · B505 · B512 · B523 · B532 · B533 · B535 · B588 · B999